# Парфьоновська сільська рада
Парфьо́новська сільська рада (рос. Парфёновский сельский совет) — сільське поселення у складі Топчихинського району Алтайського краю Росії.
Адміністративний центр — село Парфьоново.

## Населення
Населення — 1814 осіб (2019; 2112 в 2010, 2813 у 2002).

## Склад
До складу сільської ради входять:
| Населений пункт        | Населення, осіб (2002) | Населення, осіб (2010) |
| ---------------------- | ---------------------- | ---------------------- |
| Комаріха, селище       | 127                    | 84                     |
| Комсомольський, селище | 145                    | 105                    |
| Парфьоново, село       | 1786                   | 1403                   |
| Піщане, село           | 505                    | 346                    |
| Ульяновський, селище   | 250                    | 174                    |